# Caridina acutirostris
Caridina acutirostris е вид десетоного от семейство Atyidae. Видът е уязвим и сериозно застрашен от изчезване.

## Разпространение и местообитание
Разпространен е в Индонезия (Сулавеси).
Обитава сладководни басейни, реки и потоци.